# Hatsukaichi
Hatsukaichi è una città del Giappone della prefettura di Hiroshima.

## Territorio

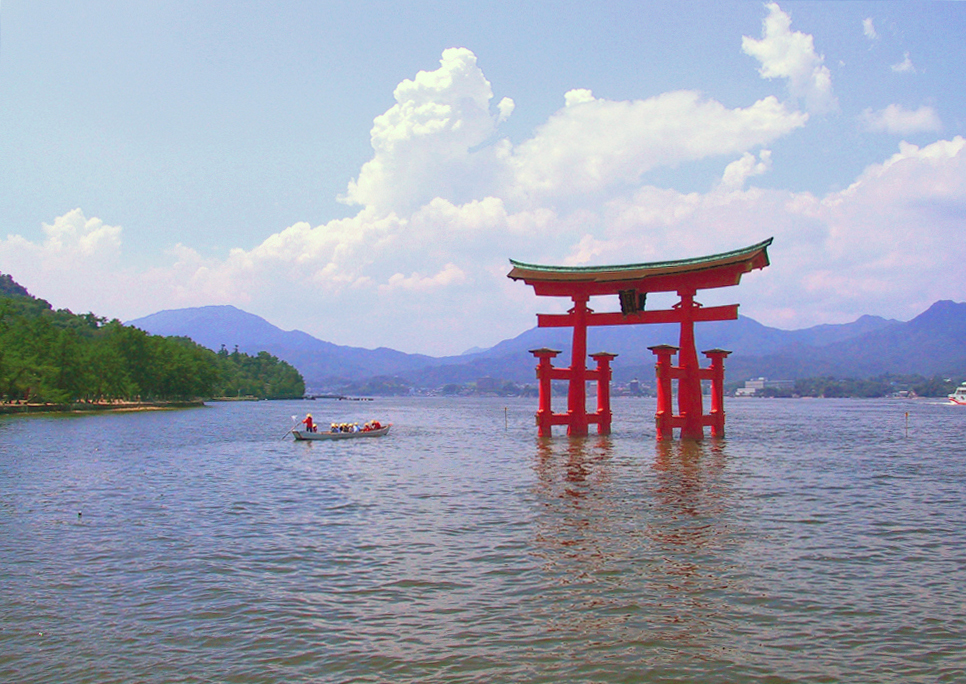
Il santuario di Itsukushima

La città è servita dal servizio ferroviario con svariate stazioni ferroviare: Ajina, Maezora, Miyajimaguchi, Miyauchi-Kushido, Hatsukaichi e Ōnoura. Notissimo è il santuario shintoisa di Itsukushima, che sorge sull'isola di Miyajima.

## Clima
| Hatsukaichi (1991-2020) Fonte: JMA | Mesi         | Mesi         | Mesi        | Mesi        | Mesi        | Mesi        | Mesi        | Mesi        | Mesi        | Mesi        | Mesi        | Mesi         | Stagioni | Stagioni | Stagioni | Stagioni | Anno    |
| Hatsukaichi (1991-2020) Fonte: JMA | Gen          | Feb          | Mar         | Apr         | Mag         | Giu         | Lug         | Ago         | Set         | Ott         | Nov         | Dic          | Inv      | Pri      | Est      | Aut      | Anno    |
| ---------------------------------- | ------------ | ------------ | ----------- | ----------- | ----------- | ----------- | ----------- | ----------- | ----------- | ----------- | ----------- | ------------ | -------- | -------- | -------- | -------- | ------- |
| T. max. media (°C)                 | 6,7          | 8,1          | 12,2        | 18,1        | 23,1        | 25,8        | 29,3        | 30,7        | 26,9        | 21,3        | 15,3        | 9,2          | 8,0      | 17,8     | 28,6     | 21,2     | 18,9    |
| T. media (°C)                      | 1,5          | 2,4          | 5,9         | 11,4        | 16,5        | 20,3        | 24,2        | 25,0        | 21,0        | 14,8        | 8,8         | 3,5          | 2,5      | 11,3     | 23,2     | 14,9     | 12,9    |
| T. min. media (°C)                 | −2,9         | −2,6         | −0,1        | 4,6         | 9,9         | 15,4        | 20,1        | 20,6        | 16,2        | 9,2         | 3,2         | −1,2         | −2,2     | 4,8      | 18,7     | 9,5      | 7,7     |
| T. max. assoluta (°C)              | 17,2 (1989)  | 19,8 (2021)  | 22,8 (2013) | 29,1 (2004) | 31,5 (2014) | 33,0 (2020) | 37,4 (1994) | 36,7 (2013) | 35,0 (2010) | 29,4 (2019) | 23,9 (2011) | 19,5 (2018)  | 19,8     | 31,5     | 37,4     | 35,0     | 37,4    |
| T. min. assoluta (°C)              | −11,7 (1990) | −13,7 (1981) | −8,4 (1984) | −4,8 (1995) | −0,7 (1980) | 5,8 (1981)  | 10,5 (1982) | 12,5 (2005) | 3,3 (1987)  | −2,2 (1986) | −4,6 (1979) | −10,6 (1980) | −13,7    | −8,4     | 5,8      | −4,6     | −13,7   |
| Giorni di calura (Tmax ≥ 30 °C)    | 0,0          | 0,0          | 0,0         | 0,0         | 0,3         | 1,7         | 14,9        | 19,5        | 5,3         | 0,0         | 0,0         | 0,0          | 0,0      | 0,3      | 36,1     | 5,3      | 41,7    |
| Giorni di gelo (Tmin ≤ 0 °C)       | 27,4         | 23,7         | 17,6        | 4,8         | 0,0         | 0,0         | 0,0         | 0,0         | 0,0         | 0,1         | 7,4         | 22,9         | 74,0     | 22,4     | 0,0      | 7,5      | 103,9   |
| Giorni di ghiaccio (Tmax ≤ 0 °C)   | 0,7          | 0,4          | 0,0         | 0,0         | 0,0         | 0,0         | 0,0         | 0,0         | 0,0         | 0,0         | 0,0         | 0,3          | 1,4      | 0,0      | 0,0      | 0,0      | 1,4     |
| Precipitazioni (mm)                | 64,5         | 80,4         | 144,6       | 180,0       | 212,1       | 270,0       | 343,0       | 189,8       | 210,8       | 116,7       | 82,0        | 69,8         | 214,7    | 536,7    | 802,8    | 409,5    | 1 963,7 |
| Giorni di pioggia                  | 8,6          | 9,6          | 11,0        | 10,0        | 9,4         | 12,6        | 12,3        | 10,0        | 10,0        | 7,2         | 7,7         | 8,9          | 27,1     | 30,4     | 34,9     | 24,9     | 117,3   |
| Ore di soleggiamento mensili       | 116,9        | 127,6        | 165,0       | 189,2       | 210,0       | 143,3       | 149,8       | 183,3       | 151,9       | 167,6       | 142,2       | 124,5        | 369,0    | 564,2    | 476,4    | 461,7    | 1 871,3 |
| Vento (direzione-m/s)              | W 1,4        | W 1,4        | W 1,4       | ESE 1,4     | ESE 1,2     | E 1,1       | E 1,1       | E 1,1       | E 1,0       | E 1,0       | W 1,0       | W 1,3        | 1,4      | 1,3      | 1,1      | 1,0      | 1,2     |